# Girard (Georgia)
Girard is een plaats (town) in de Amerikaanse staat Georgia, en valt bestuurlijk gezien onder Burke County.

## Demografie
Bij de volkstelling in 2000 werd het aantal inwoners vastgesteld op 227.
In 2006 is het aantal inwoners door het United States Census Bureau geschat op 229, een stijging van 2 (0,9%).

## Geografie
Volgens het United States Census Bureau beslaat de plaats een oppervlakte van
8,3 km², geheel bestaande uit land. Girard ligt op ongeveer 73 m boven zeeniveau.

## Plaatsen in de nabije omgeving
De onderstaande figuur toont nabijgelegen plaatsen in een straal van 36 km rond Girard.